# Distretto di Akçakent
Il distretto di Akçakent (in turco Akçakent ilçesi) è uno dei distretti della provincia di Kırşehir, in Turchia.